# ایلمار پرتلپوئگ
ایلمار پرتلپوئگ (استونیایی: Ilmar Pärtelpoeg; ۲۴ دسامبر ۱۹۲۶ – ۱ اوت ۲۰۱۳) اسکی‌باز، اقتصاددان، سیاستمدار، دانشمند رایانه و نماینده مجلس اهل استونی بود.